# Bertha Paulig

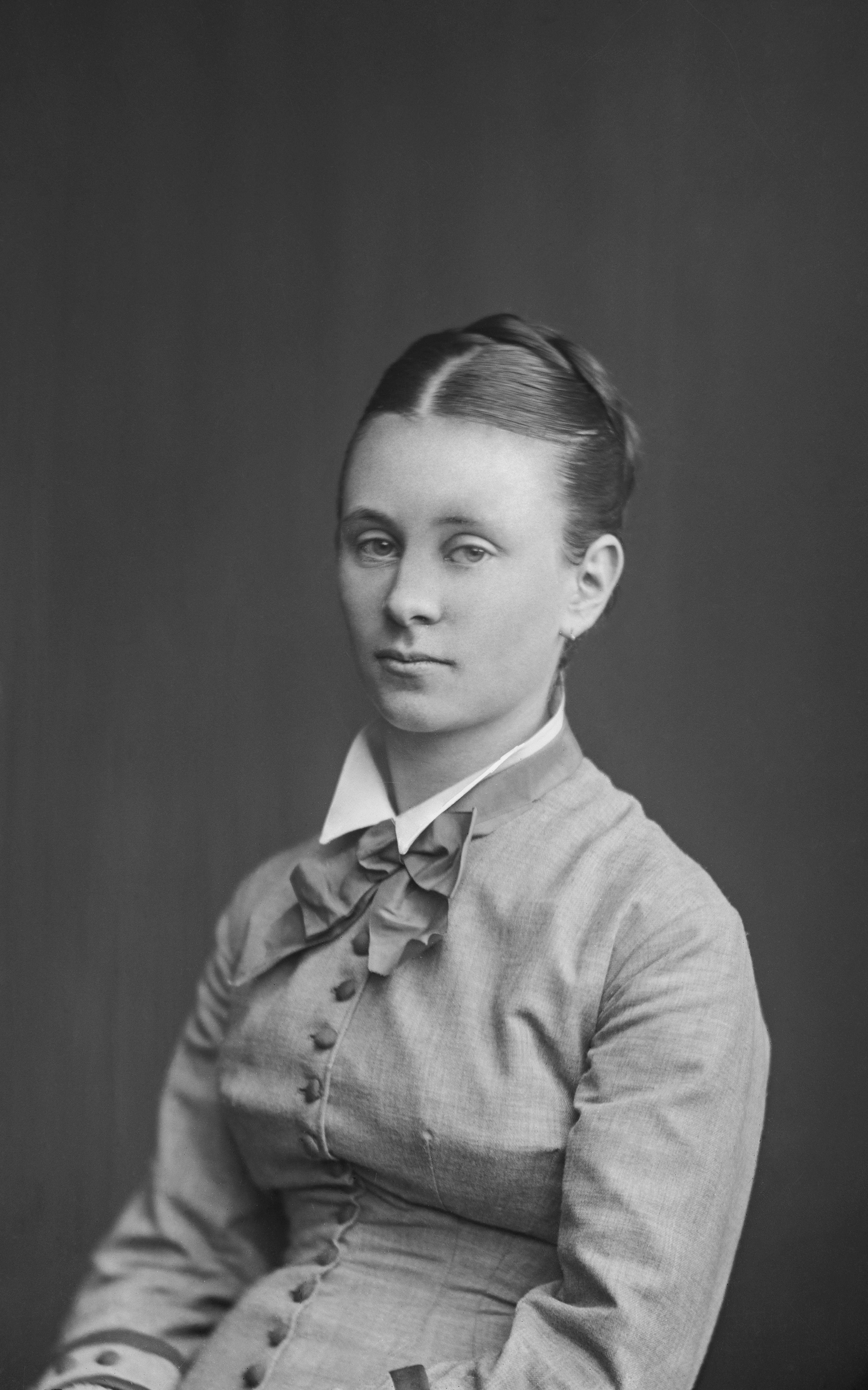
Bertha Paulig år 1878. (Fotografi av Daniel Nyblin.)

Bertha Maria Paulig, född Bohnhof 30 juli 1857 i Helsingfors, död där 9 augusti 1923, var en finländsk företagsledare. Hon verkade efter sin man Gustav Pauligs död som Pauligs verkställande direktör åren 1907–1919. Hon lär ha varit en av de första kvinnliga verksamhetsdirektörerna i Finland.
Hon grundade även Bertha Maria-hemmet (daghem i Helsingfors).